# Limnophora flavolateralis
Limnophora flavolateralis är en tvåvingeart som beskrevs av Malloch 1929. Limnophora flavolateralis ingår i släktet Limnophora och familjen husflugor.
Artens utbredningsområde är Samoa. Inga underarter finns listade i Catalogue of Life.